# 山内由光
山内 由光（やまうち よしみつ、1966年1月 - ）は日本の検察官、国際公務員。国際連合アジア極東犯罪防止研修所所長。上智大学出身。

## 経歴
- 1995年（平成7年）- 4月3日、司法修習を修了
- 1995年（平成7年）- 4月18日、検事二級（東京地方検察庁検事）に任命
- 1995年（平成7年）- 6月21日、千葉地方検察庁検事
- 1996年（平成8年）- 4月16日、長崎地方検察庁検事
- 1998年（平成10年）- 4月17日、東京地方検察庁検事
- 1999年（平成11年）- 4月14日、東京地方検察庁八王子支部
- 2000年（平成12年）- 4月28日、大阪地方検察庁検事
- 2001年（平成13年）- 7月4日、東京地方検察庁検事
- 2005年（平成17年）- 7月21日、外務省に出向
- 2008年（平成20年）- 8月7日、在アメリカ合衆国日本国大使館一等書記官・外務事務官から検事二級（東京地方検察庁検事）に転任
- 2009年（平成21年）- 4月21日、東京地方検察庁検事兼法務省刑事局付から法務事務官（法務省刑事局付）の併任を解除
- 2011年（平成23年）- 1月28日、法務省刑事局国際課国際刑事企画官を併任
- 2011年（平成23年）- 6月16日、平成23年司法試験考査委員に併任
- 2011年（平成23年）- 10月27日、平成24年司法試験考査委員に併任
- 2012年（平成24年）- 10月31日、平成25年司法試験考査委員に併任
- 2013年（平成25年）- 10月30日、平成26年司法試験考査委員に併任
- 2014年（平成26年）- 1月23日、法務省刑事局 国際課 国際刑事企画官を解任
- 2014年（平成26年）- 1月24日、平成26年司法試験考査委員、司法試験予備試験考査委員の併任を解除
- 2015年（平成27年）- 11月5日、法務省刑事局 国際課長
- 2016年（平成28年）- 6月9日、検察官・公証人特別任用等審査会試験委員（副検事の選考のための試験担当）に併任
- 2017年（平成29年）- 6月5日、検察官・公証人特別任用等審査会試験委員（副検事の選考のための試験担当）に併任
- 2018年（平成30年）- 3月1日、法務省大臣官房付 [2]
- 2021年（令和3年）- 3月7日から12日、「京都コングレス 第14回国連犯罪防止刑事司法会議」において赤十字国際委員会に対し謝意を表明[3]
- 2021年（令和3年）- 9月9日、最高検察庁検事に併任、法務省大臣官房付を解任、法務省大臣官房審議官（国際・人権担当）を解任
- 2022年（令和4年）- 6月、旭川地方検察庁検事正[4]
- 2023年（令和5年）- 12月、国際連合アジア極東犯罪防止研修所所長[5]、法務省法務総合研究所国連研修協力部長[6]

## 発言
個人になりすまして与党支持発言を拡散した法人SNSアカウントが、野党議員について中傷を繰り返したことによる名誉棄損訴訟が国会の議題となった際、山内は法務省大臣官房付参考人として法務委員会に招致された。中傷者を特定する費用・労力等の過大な負担について法務省人権擁護局の対応を問われ、「機関の方で違法な権利侵害があるかどうかを判断した上で、プロバイダーなどに対して削除要請を行うということをやって」いる旨を回答したが、具体的な対応件数は回答しなかった。